# Aéroport international Fuaʻamotu
L'aéroport international Fuaʻamotu, (code IATA : TBU • code OACI : NFTF) est un aéroport domestique et international desservant la ville de Nukuʻalofa, capitale des îles Tonga.
Nukuʻalofa est située sur la côte sud de l’île de Tongatapu, et l'aéroport se trouve à 35 km de la ville.

## Situation
| Vavaʻu Fuaʻamotu Niuatoputapu ʻEua Lifuka Niuafoʻou |

## Compagnies et destinations
| Compagnies       | Destinations                                                              |
| ---------------- | ------------------------------------------------------------------------- |
| Air New Zealand  | Auckland                                                                  |
| Fiji Airways     | Nadi                                                                      |
| Fiji Link        | Suva-Nausori                                                              |
| Real Tonga       | ʻEua, Lifuka, Haʻapai (en), Niuafoʻou, Niuatoputapu, Suva-Nausori, Vavaʻu |
| Talofa Airways   | Apia-Faleolo, Pago Pago                                                   |
| Virgin Australia | Auckland (se termine le 1er mai 2020), Sydney-K. Smith                    |

Édité le 22/03/2020